# Бирюзовый цвет
Бирюзовый цвет (англ. turquoise) — оттенок зелёного и голубого цветов, различается от светло-зелёного с голубизной до голубого; близкий к циану. Характерный цвет минералов бирюзы (откуда название) и хризоколлы.
Бирюза — от перс. فیروزه‎ [фирузэ] «камень счастья», или перс. پیروز‎ [пируз] «одерживающий победу». В ряде стран название бирюзы (а позднее — и бирюзового цвета) — тюркуа́з (фр. turquoise) — обусловлено тем, что в Европу этот камень впервые попал из Турции.

## Определение
Цвет «зеленовато-голубой», «нежно-голубой» как цвет бирюзы, «голубой или зеленовато-голубой; цвета бирюзы». В. Кульпина отмечает, что определение этого цвета, как и некоторых других, выходит за строгие рамки «словарной дефиниции толкового словаря», поэтому авторы-лексикографы, подбирая значения, применяют достаточно эмоциональные и поэтичные выражения: «Цвета бирюзы, пронзительно-голубой с тонкой прозеленью». Также Кульпина обращает внимание, что лексикографы при описании бирюзового цвета отталкиваются от голубого цвета, при этом зачастую обращаются как к архетипу к цвету моря.

## Этимология
Название цвета в русском языке образовано от «бирюза́», до этого использовалось «берюза», известно с 1509 года. Согласно Фасмеру, слово заимствовано из персидского языка через турецкий. У Срезневского: «камень бирюза, цвет на нём голу́б».

## Область денотации
Цвет используется в описании природы (море, небо) и разнообразных артефактов (архитектура — церковные купола; одежда, ткань).

## Реклама и маркетинг
Известная ювелирная компания Tiffany & Co. сделала бирюзовый цвет (его шестнадцатеричное значение — #0ABAB5) своим фирменным цветом, зарегистрировав его как торговую марку. Бирюзовый цвет Тиффани является центральным элементом её маркетинга — он даёт возможность потребителю безошибочно распознать и запомнить продукцию фирмы. Один из ключевых атрибутов марки — знаменитая бирюзовая коробочка, обвязанная белой лентой. В этом цвете выпускаются также пакеты для покупок, отличающиеся высоким качеством, конверты, в которых Тиффани рассылает каталоги товаров — это выгодно отличает их рекламные материалы от рекламы других фирм. В виде легендарной коробочки Тиффани выпускаются фарфоровые шкатулки для мелочей. «Цветовая визитная карточка фирмы неразрывно связана с представлениями о непреходящей элегантности и качестве, которые безусловно присущи брэнду „Tiffany“».